# Heinrich Kreplin
Heinrich Kreplin (* 11. Februar 1834 in Anklam; † 19. November 1909 ebenda) war ein deutscher geodätischer Ingenieur und Kartograf.

## Leben
Heinrich August Friedrich Kreplin war der älteste Sohn des Anklamer Bauern Karl Friedrich Kreplin (1805–1846) und dessen Ehefrau Augusta Sophia Friederica Schmidt (1815–1880). Sein Bruder Wilhelm (1837–1912) wurde Kaufmann und Senator in Treptow. Dessen älteste Tochter Hedwig heiratete Ernst Karstadt, den Bruder von Rudolph Karstadt.
Heinrich Kreplin besuchte von 1847 bis 1853 das Gymnasium in Anklam. Danach studierte er an der Universität Greifswald und gehörte dort 1856 zu den Gründungsmitgliedern der Burschenschaft Rugia. Zu seinen Lehrern gehörten Johann August Grunert und der akademische Baumeister Gustav Emil Benedict Müller.
Kreplin lernte in Greifswald Emil Odebrecht und Gustav Mellenthin kennen, mit denen er im Herbst 1856 nach Blumenau in Brasilien auswanderte. Hier arbeitete er als Geodät und Kartograf. Von 1864 bis 1866 leiteten Odebrecht und Kreplin die erste Expedition zum Oberlauf des Rio Itajaí-Açu.
Während eines Aufenthalts in Deutschland erstellte Kreplin eine „Übersichts-Karte der deutschen Ansiedlungen in der Provinz Santa Catarina in Brasilien“, die 1867 bei J. Köhler in Hamburg erschien. Wieder nach Brasilien zurückgekehrt leitete er von 1866 bis 1868 die Vermessung der öffentlichen Ländereien der Provinz Santa Catarina. Um 1870 betrieb er in der Provinzhauptstadt Desterro ein Warenhaus, das er jedoch bald wieder verkaufte, um 1872 nach Argentinien zu gehen. Hier war Kreplin 1874/1875 Professor für Physik, Topographie und geometrische Beschreibungen am Nationalkollegium in Catamarca.
Nachdem er sich drei Jahre in Deutschland aufgehalten hatte, ging Kreplin wieder nach Brasilien, wo er Direktor und Landmesser der Siedlung Luis Alves wurde. 1882 ging er noch einmal mit seinem Freund Odebrecht auf verschiedene Expeditionen an die brasilianisch-argentinische Grenze. Erst nach der Absetzung Kaiser Pedros II. verließ er Brasilien für immer, arbeitete 1891 noch einmal kurzzeitig als Professor in Argentinien, um dann endgültig in seine Heimat nach Anklam zurückzukehren.

## Schriften
- Briefliche Mittheilungen aus der Kolonie Dona Francisca, Brasilien. In: Zeitschrift der Gesellschaft für Erdkunde zu Berlin 1872, S. 235–243. (Digitalisat)
- Ueber die Construktion von geodätischen Instrumenten für den Gebrauch des Ingenieurs und des Topographen. In: Zeitschrift für Vermessungswesen 10 (1881), S. 122–126